# ميخائيل بيرس (كاتب)
ميخائيل بيرس (بالإنجليزية: Michael Pearce)‏ هو كاتب بريطاني، ولد في يوليو 1933 في مصر.